# Mareen Kräh
Pour les articles homonymes, voir Krah.
Mareen Kräh, née le 28 janvier 1984, est une judokate allemande en activité évoluant dans la catégorie des moins de 52 kg.

## Biographie
Aux Championnats du monde de judo 2013 à Rio de Janeiro, elle est médaillée de bronze en moins de 52 kg.

## Palmarès
| Année | Compétition              | Lieu           | Résultat | Catégorie                 |
| ----- | ------------------------ | -------------- | -------- | ------------------------- |
| 2006  | Championnats d'Europe    | Tampere        | 3e       | Moins de 52 kg            |
| 2011  | Championnats d'Allemagne | Ettlingen      | 1re      | Moins de 52 kg            |
| 2012  | Championnats d'Europe    | Tcheliabinsk   | 3e       | Moins de 52 kg            |
| 2012  | Championnats d'Europe    | Tcheliabinsk   | 3e       | Moins de 52 par équipe    |
| 2013  | Championnats du monde    | Rio de Janeiro | 3e       | Moins de 52 kg            |
| 2013  | Championnats d'Europe    | Budapest       | 3e       | Moins de 52 kg par équipe |
| 2014  | Championnats d'Europe    | Montpellier    | 2e       | Moins de 52 kg par équipe |
| 2015  | Jeux Européens           | Baku           | 3e       | Moins de 52 kg            |
| 2015  | Jeux Européens           | Baku           | 2e       | Moins de 52 kg par équipe |
| 2016  | Championnats d'Europe    | Kazan          | 3e       | Moins de 52 kg par équipe |